# Sparbanken Spira
Sparbanken Spira AB är en fristående sparbank med kontor i Västervik, Åtvidaberg och Gamleby. Banken ägs till 75%  av Sparbanksstiftelsen Tjustbygden och till 25% av den nybildade Sparbanksstiftelsen Åtvidaberg och drivs i aktiebolagsform och är därmed en affärsbank.
Överskottet från verksamheten återinvesteras i bankens verksamhetsområde genom samhällsnyttiga insatser.

## Historia
År 2025 slogs Tjustbygdens Sparbank och Åtvidabergs sparbank samman och blev Sparbanken Spira.